# Myiopagis subplacens
Myiopagis subplacens là một loài chim trong họ Tyrannidae.